# Sare

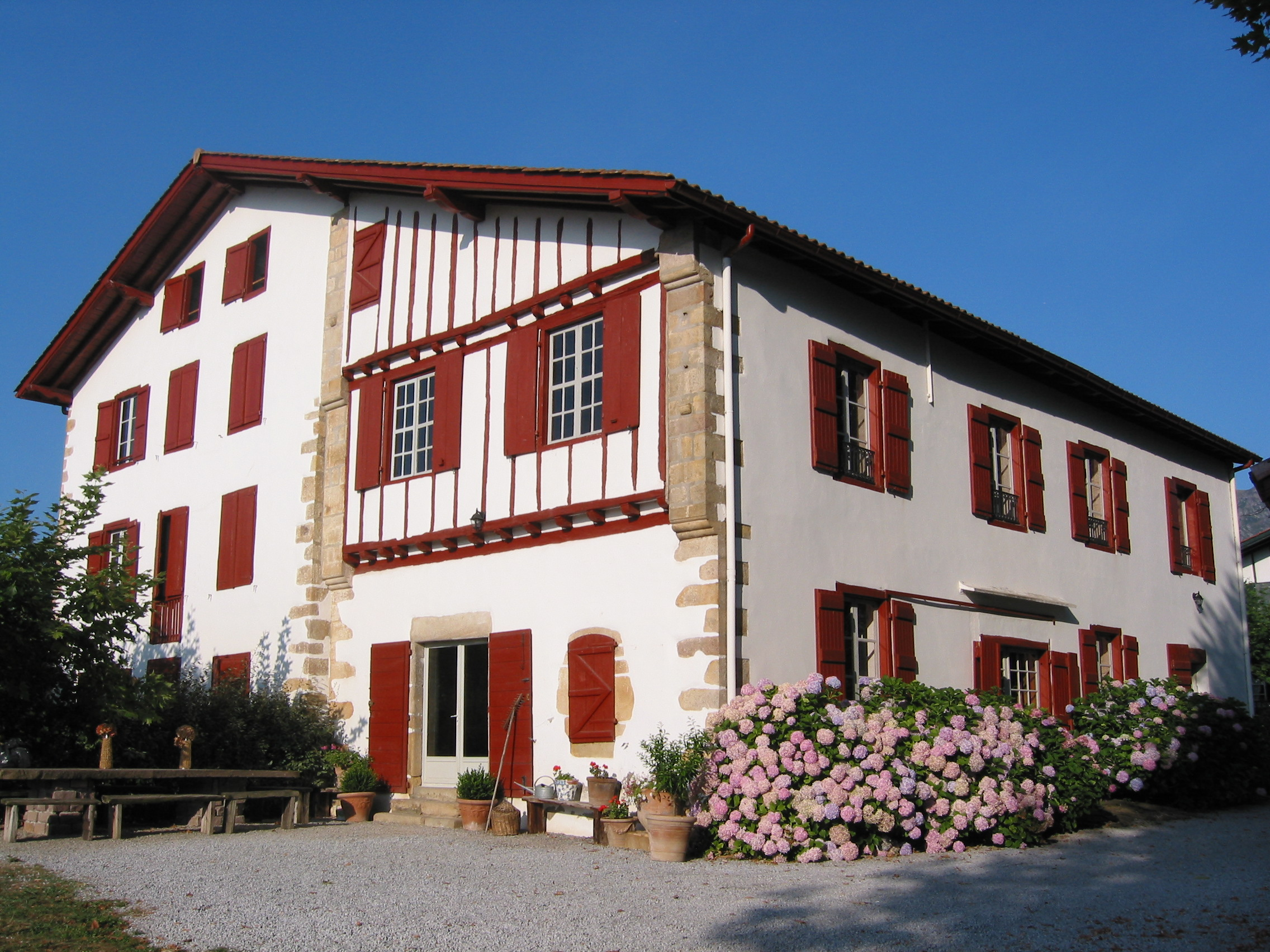
Baskisches Haus Ihartze Artéa

Sare (baskisch Xara) ist ein südwestfranzösischer Ort und eine aus mehreren Dörfern und Weilern bestehende Gemeinde (commune) mit 2736 Einwohnern (Stand 1. Januar 2022) im Département Pyrénées-Atlantiques in der Region Nouvelle-Aquitaine. Sie gehört zum Arrondissement Bayonne und zum Kanton Ustaritz-Vallées de Nive et Nivelle (bis 2015: Kanton Espelette), letztere zum französischen Baskenland. Sare zählt zu den schönsten Dörfern Frankreichs.

## Lage und Klima
Die Gemeinde Sare befindet sich in ca. 200–300 m Höhe in einem von zahlreichen Bächen durchzogenen Gelände auf der Nordseite des Pyrenäenhauptkamms etwa 35 km (Fahrtstrecke) südwestlich von Bayonne; die Grenze zur nordspanischen Region Navarra ist nur wenige Kilometer entfernt. Das Klima ist stark vom nur etwa 15 km (Luftlinie) entfernten Golf von Biskaya beeinflusst; Regen (ca. 1200 mm/Jahr) fällt übers Jahr verteilt.

## Bevölkerungsentwicklung
| Jahr                       | 1800 | 1851 | 1901 | 1954 | 1999 | 2021 |
| Einwohner                  | 1831 | 2336 | 1927 | 1910 | 2184 | 2720 |
| Quellen: Cassini und INSEE |      |      |      |      |      |      |

Die Einwohnerzahl der Gemeinde ist in den vergangenen über 200 Jahren weitgehend konstant geblieben; Migrationsbewegungen wie „Landflucht“ etc. fanden nicht statt. 

## Wirtschaft
Die Einwohner lebten jahrhundertelang in hohem Maße als Selbstversorger von der Landwirtschaft, d. h. vorrangig von der Viehzucht (Milch, Käse, Fleisch); die Feldwirtschaft spielte auf den nassen und nicht selten abschüssigen Böden eine untergeordnete Rolle.

## Geschichte
Die Grottes de Sare waren bereits in vorgeschichtlicher Zeit von Menschen bewohnt. Auf dem Gemeindegebiet wurden in der Zeit der Megalithkulturen Menhire und Dolmen errichtet. Aus antiker und mittelalterlicher Zeit fehlen Nachrichten; man weiß nur, dass das an einer Nebenstrecke des Jakobswegs gelegene Gebiet zwischen den Bistümern Pamplona und Bayonne umstritten war. Zur Zeit der französischen Könige war der Ort quasi unabhängig. Im Jahr 1693 setzten sich die Einwohner der Gemeinde – mit nur einem Gewehr bewaffnet – erfolgreich gegen umherziehende Straßenräuber (bandoleros) zur Wehr; der Ort wurde daraufhin von Ludwig XIV. mit einem Wappen belohnt. Während der Französischen Revolution wurde die Gemeinde – wie andere Grenzgemeinden auch – als commune infâme eingestuft; alle Einwohner wurden deportiert. Bei ihrer Rückkehr waren ihre Häuser zerstört oder von anderen bewohnt.
Zu Beginn des 19. Jahrhunderts war Sare in sieben Sektionen aufgeteilt: Hariztegi, Zugarramurdi, Sainte-Barbe, la Palombière, Ibantelli, La Rhune und Plaza. Heute besteht Sare aus 12 verstreuten Stadtvierteln: Ahuntz karrika, Basaburua, Egimehar, Erremuxil, Goiburu, Haranburua, Herbarrun, Ihalar, Iztilarte, Lapitzea, Lehenbizkai und Olhaldea.

## Sehenswürdigkeiten

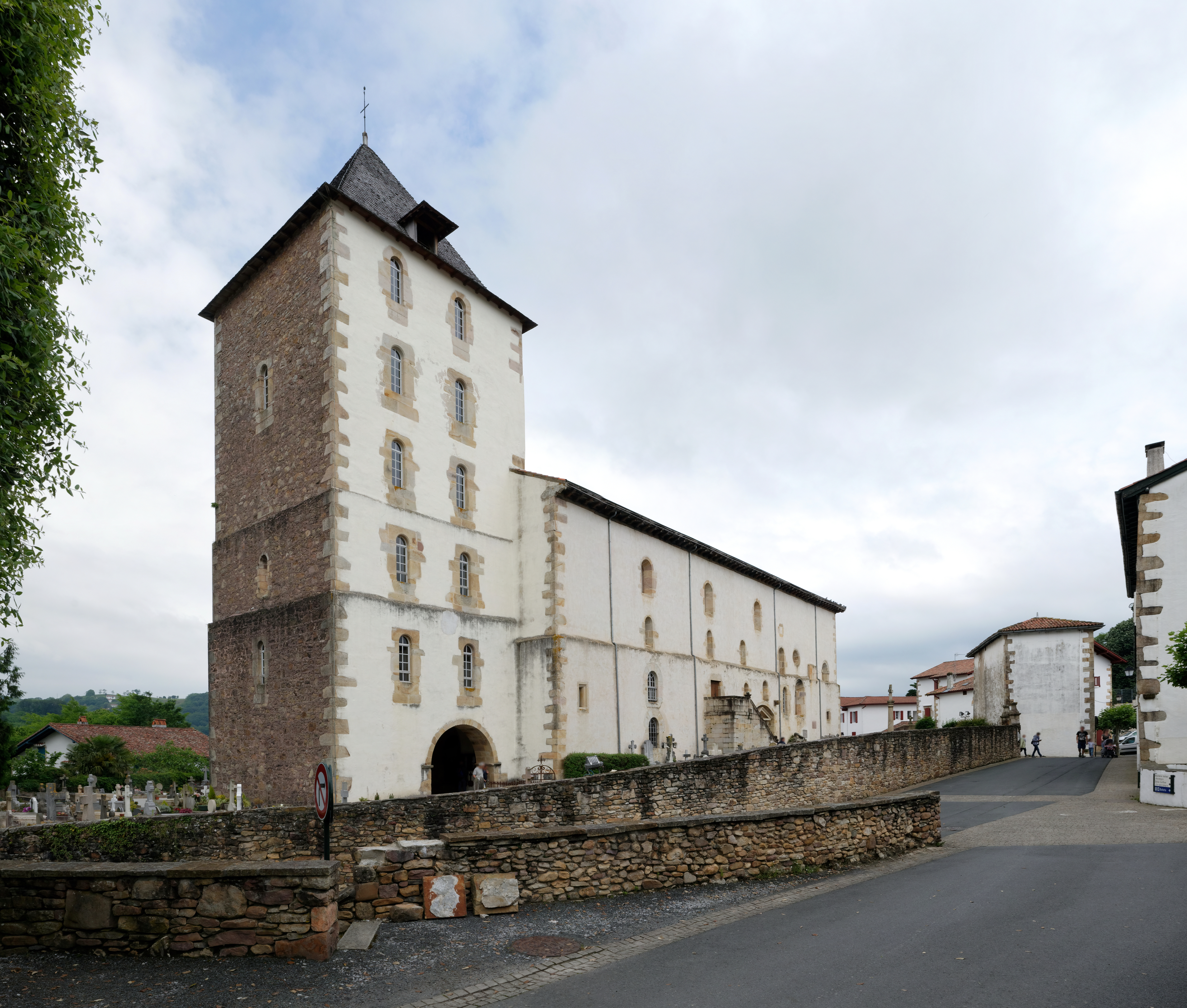
Église Saint-Martin

- Die Ursprünge der mit ihren dicken Mauern ursprünglich als Wehrkirche konzipierten Église Saint-Martin reichen bis ins 12. Jahrhundert zurück; der heutige Bau stammt jedoch im Wesentlichen aus dem 17. bis 19. Jahrhundert. Im Äußeren bemerkenswert sind die vier übereinander liegenden Fensterreihen des Langhauses, die im einschiffigen Inneren mit drei hölzernen Seitenemporen korrespondieren, sowie die zahlreichen Fenster im Turm. Die nahezu flache Deckenkonstruktion ist mit Fugenmalereien versehen. Das Wandbild im Übergang vom einschiffigen Langhaus zum Chor gipfelt in einer „Marienkrönung“. Die Kirche ist seit dem Jahr 1982 als Monument historique anerkannt.[2]
- Das Ihartze Artéa genannte Haus entstand im 17. Jahrhundert; es wurde jedoch im 18. und frühen 20. Jahrhundert umgestaltet. Es dient heute als Hotel und ist als Monument historique anerkannt.[3]

Umgebung
- Etwa 6,5 km südlich des Ortes liegen die prähistorischen Felshöhlen der Grottes de Sare. Hier wurden mehrere römische Kleinmünzen gefunden.
- Mehrere Befestigungsbauwerke (redoutes) aus dem 19. Jahrhundert in der Umgebung des Ortes stehen ebenfalls unter Denkmalschutz.

## Persönlichkeiten
- Bertrand de Lahet, Bischof von Bayonne (1504–1519), wurde in Sare geboren.
- Wentworth Webster (1828–1907), Sammler baskischer Erzählungen, starb in Sare.
- Alberto de Palacio y Elissague (1856–1939), spanischer Architekt, Erbauer der Puente de Vizcaya, wurde in Sare geboren-